# 리나글립틴
리나글립틴(영어: linagliptin)은 운동 및 식이요법과 함께 제2형 당뇨병(제1형 당뇨병에 대해서는 아님)을 치료하는 데 사용되는 약물이다. 트라젠타(영어: Trajenta 또는 Tradjenta)라는 상품명으로 판매된다. 리나글립틴은 일반적으로 초기 치료에서 메트포르민이나 설포닐유레아보다 덜 선호된다. 리나글립틴은 경구로 투여된다.
일반적인 부작용으로는 코와 목의 염증이 있다. 심각한 부작용으로는 혈관부종, 췌장염, 관절통이 포함될 수 있다. 임신 및 모유 수유 중 사용은 권장되지 않는다. 리나글립틴은 다이펩티딜 펩티데이스-4 저해제로 인슐린의 생산을 증가시키고 이자의 글루카곤 생산을 감소시키는 작용을 한다.
리나글립틴은 2011년에 미국, 일본, 유럽연합, 캐나다, 오스트레일리아에서 의료용으로 승인되었다. 2020년에 미국에서 293번째로 많이 처방된 약물이었으며, 처방 건수는 100만 건 이상이었다. 2021년 8월부터 리나글립틴은 미국에서 복제약으로 출시되었다.

## 의료용
리나글립틴은 제2형 당뇨병 환자인 성인의 혈당 조절을 개선하기 위해 식이요법 및 운동과 함께 치료제로 사용된다.

## 부작용
리나글립틴은 심한 관절통을 유발할 수 있다.

## 작용 메커니즘
리나글립틴은 다이펩티딜 펩티데이스-4 저해제(DPP-4 저해제)라고 불리는 약물 종류에 속한다.

## 명칭
리나글립틴은 국제일반명(INN)이다. 상품명은 트라젠타(영어: Trajenta 또는 Tradjenta)이다.

## 같이 보기
- 엠파글리플로진/리나글립틴
- 제2형 당뇨병
- 글리피지드
- 항당뇨병제
- 설포닐유레아
- 메트포르민